# Rob Romein
Rob Romein (Brielle, 18 januari 1949 — Vught, 7 oktober 2000) was een van de twee oprichters van Tulip Computers. Hij startte in 1979 met zijn zakenpartner en tevens skileraar Franz Hetzenauer het computerbedrijf Compudata, dat later uitgroeide tot het miljoenenbedrijf Tulip Computers. Hij was getrouwd met Wendy L. Seinturier.
In 1999 moest De Volkskrant Romein ƒ 3000 smartengeld betalen, voor de publicatie van een onrechtmatig artikel, waarin gesuggereerd werd dat Romein bij een onroerend goed transactie voor een half miljoen gulden zou zijn bevooroordeeld. Dit bleek echter te berusten op een verkeerde interpretatie van een notariële akte.